# Jade Faulkner
Jade Faulkner (Coventry, 21 de dezembro de 1993) é uma concorrente em ginástica rítmica. Nascida na Inglaterra, Faulkner representou a Grã-Bretanha na prova por equipes no jogos Olímpicos de Londres 2012. Ela representou a Nigéria em Jogos da Commonwealth de 2018 após alterar a nação pela qual ela estava representando.
Atualmente ela é treinadora de ginástica rítmica no centro profissional  de ginástica rítmica e ballet Olympic Stars em Doha, Qatar.

## Ligações Externas
- Jade Faulkner no British Ginástica